# 前598年
| 千纪： | 前1千纪 |
| 世纪： | 前7世纪 \| 前6世纪 \| 前5世纪 |
| 年代： | 前620年代 \| 前610年代 \| 前600年代 \| 前590年代 \| 前580年代 \| 前570年代 \| 前560年代                                                                                 |
| 年份： | 前603年 \| 前602年 \| 前601年 \| 前600年 \| 前599年 \| 前598年 \| 前597年 \| 前596年 \| 前595年 \| 前594年 \| 前593年                                                   |
| 纪年： | 周定王九年 魯宣公十一年 齐顷公元年 晉景公二年 秦桓公六年 宋文公十三年 楚庄王十六年 衛穆公二年 陈成公元年 蔡文侯十四年 曹文公二十年 郑襄公七年 燕宣公四年 杞桓公三十九年 |

## 大事记
- 新巴比倫王國攻入耶路撒冷，聖殿被焚，是為其第一次被毀。
- 楚莊王伐陳，車裂夏徵舒，改立太子午為陳國國君。

## 出生
- 趙文子，趙氏領袖，前541年逝世。

## 逝世
- 夏徵舒